# Stoke Newington (stacja kolejowa)
Stoke Newington – stacja kolejowa obsługiwana przez brytyjskiego przewoźnika kolejowego National Express East Anglia. W systemie londyńskiej komunikacji miejskiej, należy do drugiej strefy biletowej. Stacja posiada połączenia kolejowe z London Liverpool Street, jednej z głównych stacji Londynu położonej w ścisłym centrum City of London oraz z m.in.: Cheshunt oraz Enfield, na północy Londynu.